# Cirurgia de Mohs
La cirurgia de Mohs, desenvolupada el 1938 per un cirurgià general, Frederic E. Mohs, és una cirurgia controlada microscòpicament que s'utilitza per tractar els tipus comuns de càncer de pell. Durant la cirurgia, després de cada eliminació de teixit i mentre el pacient espera, s'examina el teixit per trobar cèl·lules canceroses. Aquest examen dicta la decisió d'eliminar teixit addicional. La cirurgia de Mohs és el mètode estàndard d'or per obtenir un control complet del marge durant l'eliminació d'un càncer de pell (avaluació circumferencial completa del marge perifèric i profund - CCPDMA) mitjançant histologia de secció congelada. La cirurgia amb CCPDMA (o, concretament, la de Mohs) permeten eliminar un càncer de pell amb un marge quirúrgic molt estret i un índex de curació elevat.
La taxa de curació amb cirurgia de Mohs citada per la majoria d'estudis és entre el 97% i el 99,8% per al carcinoma basocel·lular no metastatitzat, el tipus de càncer de pell més comú.:13 El procediment de Mohs també s'utilitza per al carcinoma escatós de la pell, però amb un menor taxa de curació. El càncer basocel·lular recurrent té una taxa de curació inferior amb la cirurgia de Mohs, però més del 94%.:7 S'ha utilitzat per eliminar el melanoma in situ (taxa de curació del 77% al 98% segons cirurgià) i certs tipus de melanoma (taxa de curació 52%).:4:211-20
Altres indicacions per a la cirurgia de Mohs inclouen dermatofibrosarcoma protuberant, queratoacantoma, tumors de cèl·lules fusiformes, carcinoma sebaci, carcinoma microquístic d'annexos, carcinoma de cèl·lules de Merkel, malaltia de Paget de la mama, fibroxantoma atípic i leiomiosarcoma.:193-203 El procediment Mohs es controla microgràficament, proporcionant una eliminació precisa del teixit cancerós, sense eliminar teixit sa. La cirurgia de Mohs també pot ser més rendible que altres mètodes quirúrgics, quan es té en compte el cost de l'extirpació quirúrgica i l'anàlisi histopatològica independent. No obstant això, la cirurgia de Mohs s'hauria de reservar per al tractament dels càncers de pell en àrees anatòmiques on la preservació de teixits és de màxima importància (cara, coll, mans, part baixa de les cames, peus, genitals).